# Gran Premio motociclistico di Germania 1978
Il Gran Premio motociclistico di Germania fu l'undicesimo appuntamento del motomondiale 1978.
Si svolse il 20 agosto 1978 presso il Nürburgring, e corsero tutte le classi alla presenza di oltre 125.000 spettatori.
Prima gara della giornata (alle 9) fu quella della 125, nella quale Ángel Nieto vinse agevolmente.
In 250 Kork Ballington partì in testa mantenendo la posizione fino al traguardo. Secondo (dopo una pessima partenza) il compagno di Marca Gregg Hansford. Il sudafricano della Kawasaki fu solo secondo in 350, battuto in volata da Takazumi Katayama.
Doppietta Bultaco nella 50, con Ricardo Tormo primo davanti a Nieto. Solo terzo Eugenio Lazzarini.
Clamoroso ritiro di Rolf Biland nei sidecar, che videro il loro campionato riaprirsi. Vinse Werner Schwärzel davanti ad Alain Michel.
In 500 Virginio Ferrari, in sella ad una Suzuki ufficiale, vinse il suo primo GP iridato davanti a Johnny Cecotto. Dietro di loro Kenny Roberts, a cui la terza posizione bastò per aggiudicarsi il titolo iridato (il primo per un pilota proveniente dagli USA).

## Classe 500
47 piloti alla partenza, 29 al traguardo.

### Arrivati al traguardo
| Pos. | Pilota                | Moto   | Tempo     | Punti |
| ---- | --------------------- | ------ | --------- | ----- |
| 1    | Virginio Ferrari      | Suzuki | 51' 21" 7 | 15    |
| 2    | Johnny Cecotto        | Yamaha | +0" 7     | 12    |
| 3    | Kenny Roberts         | Yamaha | +33" 9    | 10    |
| 4    | Barry Sheene          | Suzuki | +36" 0    | 8     |
| 5    | Takazumi Katayama     | Yamaha | +36" 3    | 6     |
| 6    | Michel Rougerie       | Suzuki | +56" 0    | 5     |
| 7    | Steve Baker           | Suzuki | +57" 5    | 4     |
| 8    | Boet van Dulmen       | Suzuki | +1' 08" 1 | 3     |
| 9    | Teuvo Länsivuori      | Suzuki | +1' 10" 0 | 2     |
| 10   | Jürgen Steiner        | Suzuki | +2' 10" 4 | 1     |
| 11   | Jack Middelburg       | Suzuki | +2' 11" 2 |       |
| 12   | Gianfranco Bonera     | Suzuki | +2' 15" 8 |       |
| 13   | Steve Parrish         | Suzuki | +2' 16" 1 |       |
| 14   | Max Wiener            | Suzuki | +2' 25" 7 |       |
| 15   | Alex George           | Suzuki | +3' 40" 7 |       |
| 16   | Gerhard Vogt          | Yamaha | +3' 44" 1 |       |
| 17   | Hans-Otto Butenuth    | Suzuki | +5' 04" 9 |       |
| 18   | Jack Findlay          | Suzuki | +5' 18" 4 |       |
| 19   | Dick Alblas           | Suzuki | +5' 19" 7 |       |
| 20   | Toshiyuki Hase        | Suzuki | +5' 42" 9 |       |
| 21   | Franz Shermer         | Suzuki | +5' 58" 5 |       |
| 22   | Carlos de San Antonio | Suzuki | +6' 00" 1 |       |
| 23   | René Gutknecht        | Suzuki | +6' 00" 3 |       |
| 24   | Michael Schmid        | Suzuki | +6' 28" 7 |       |
| 25   | Philippe Coulon       | Suzuki | +6' 56" 4 |       |
| 26   | Hans-Günter Schöne    | Suzuki | +8' 58" 6 |       |
| 27   | Lars Johansson        | Suzuki | +8' 59" 8 |       |
| 28   | Walter Kaletsch       | Suzuki | +9' 50" 9 |       |
| 29   | Gustav Canehl         | Suzuki | +1 giro   |       |

### Ritirati
| Pilota               | Moto   | Motivo ritiro             |
| -------------------- | ------ | ------------------------- |
| Marco Lucchinelli    | Suzuki | problemi al motore        |
| Bruno Kneubühler     | Suzuki | problemi al motore        |
| Franz Rau            | Suzuki | problemi al motore        |
| Herbert Schieferecke | Yamaha | problemi all'accensione   |
| Ingo Riemer          | Yamaha | problemi al motore        |
| Wil Hartog           | Suzuki | incidente                 |
| Jan Verweij          | Suzuki | problemi al motore        |
| Jean-Claude Hogrel   | BUT    | problemi al motore        |
| Graziano Rossi       | Suzuki | problemi alle sospensioni |
| Michel Frutschi      | n.d.   | problemi al motore        |
| Gianni Rolando       | Suzuki | problemi al motore        |
| Horst Scherer        | n.d.   | problemi al motore        |
| Leslie van Breda     | Suzuki | problemi al motore        |
| Hans Braumandl       | Suzuki | problemi al motore        |
| Børge Nielsen        | Suzuki | problemi al motore        |
| Peter Sjöström       | Suzuki | problemi al motore        |
| Gustav Reiner        | n.d.   | problemi al motore        |
| Horst Lahfeld        | n.d.   |                           |

### Non partito
| Pilota        | Moto |
| ------------- | ---- |
| Bernd Dawicki | n.d. |

## Classe 350
55 piloti alla partenza.

### Arrivati al traguardo
| Pos. | Pilota                   | Moto     | Tempo     | Punti |
| ---- | ------------------------ | -------- | --------- | ----- |
| 1    | Takazumi Katayama        | Yamaha   | 52' 27" 4 | 15    |
| 2    | Kork Ballington          | Kawasaki | +0" 2     | 12    |
| 3    | Michel Rougerie          | Yamaha   | +40" 8    | 10    |
| 4    | Jon Ekerold              | Yamaha   | +42" 1    | 8     |
| 5    | Tom Herron               | Yamaha   | +43" 4    | 6     |
| 6    | Anton Mang               | Kawasaki | +1' 09" 9 | 5     |
| 7    | Olivier Chevallier       | Yamaha   | +1' 37" 0 | 4     |
| 8    | Gianfranco Bonera        | Yamaha   | +1' 38" 1 | 3     |
| 9    | Patrick Pons             | Yamaha   | +2' 04" 3 | 2     |
| 10   | Hervé Moineau            | Yamaha   | +2' 10" 2 | 1     |
| 11   | Gustav Reiner            | Yamaha   | +2' 29" 7 |       |
| 12   | Reino Eskelinen          | Yamaha   | +2' 42" 2 |       |
| 13   | Josef Hage               | Yamaha   | +3' 07" 8 |       |
| 14   | Maurizio Massimiani      | Yamaha   | +3' 38" 8 |       |
| 15   | Vanes Francini           | Yamaha   | +3' 56" 1 |       |
| 16   | Harald Merkl             | Yamaha   | +3' 56" 7 |       |
| 17   | Erich Branstetter        | Yamaha   | +4' 28" 2 |       |
| 18   | Peter Sjöström           | Yamaha   | +4' 46" 8 |       |
| 19   | Ken Nemoto               | Yamaha   | +4' 47" 2 |       |
| 20   | Franz-Josef Schermer     | Yamaha   | +4' 56" 0 |       |
| 21   | Alex George              | Yamaha   | +5' 07" 9 |       |
| 22   | Jakob Beck               | Yamaha   | +5' 09" 0 |       |
| 23   | Gerhard Vogt             | Yamaha   | +5' 24" 4 |       |
| 24   | Peter Schöfer            | Yamaha   | +6' 28" 1 |       |
| 25   | Manuel Paiöes André Nuno | Yamaha   | +1 giro   |       |

## Classe 250
57 piloti alla partenza.

### Arrivati al traguardo
| Pos. | Pilota               | Moto          | Tempo     | Punti |
| ---- | -------------------- | ------------- | --------- | ----- |
| 1    | Kork Ballington      | Kawasaki      | 44' 41" 4 | 15    |
| 2    | Gregg Hansford       | Kawasaki      | +39" 9    | 12    |
| 3    | Tom Herron           | Yamaha        | +52" 5    | 10    |
| 4    | Jean-François Baldé  | Kawasaki      | +52" 7    | 8     |
| 5    | Anton Mang           | Kawasaki      | +52" 8    | 6     |
| 6    | Jon Ekerold          | Yamaha        | +1' 07" 7 | 5     |
| 7    | Chas Mortimer        | Maxton-Yamaha | +1' 22" 4 | 4     |
| 8    | Raymond Roche        | Yamaha        | +1' 23" 6 | 3     |
| 9    | Patrick Fernandez    | Yamaha        | +1' 24" 1 | 2     |
| 10   | Thierry Espié        | Yamaha        | +1' 24" 3 | 1     |
| 11   | Olivier Chevallier   | Yamaha        | +1' 27" 9 |       |
| 12   | Walter Villa         | MBA           | +1' 44" 0 |       |
| 13   | Leif Gustafsson      | Yamaha        | +1' 48" 6 |       |
| 14   | Vic Soussan          | Yamaha        | +1' 48" 9 |       |
| 15   | Richard Hubin        | Yamaha        | +1' 49" 5 |       |
| 16   | Hans Müller          | Yamaha        | +1' 49" 7 |       |
| 17   | Hervé Moineau        | Yamaha        | +2' 02" 5 |       |
| 18   | Mario Lega           | Morbidelli    | +2' 13" 5 |       |
| 19   | Guy Bertin           | Yamaha        | +2' 15" 1 |       |
| 20   | John Dodds           | Yamaha        | +2' 35" 0 |       |
| 21   | Harald Merkl         | Yamaha        | +2' 44" 8 |       |
| 22   | Edi Stöllinger       | Yamaha        | +2' 45" 0 |       |
| 23   | Reino Eskelinen      | Yamaha        | +3' 03" 8 |       |
| 24   | Vanes Francini       | Yamaha        | +3' 05" 0 |       |
| 25   | Yves de Kimpe        | Yamaha        | +3' 16" 4 |       |
| 26   | Eero Hyvärinen       | Yamaha        | +3' 31" 4 |       |
| 27   | Ken Nemoto           | Yamaha        | +3' 59" 8 |       |
| 28   | Klaus Hilbk          | Yamaha        | +4' 03" 9 |       |
| 29   | Ian Richards         | Yamaha        | +4' 09" 5 |       |
| 30   | Willem-Jan Nooteboom | Yamaha        | +4' 31" 2 |       |
| 31   | Peter Schöfer        | Yamaha        | +5' 01" 8 |       |
| 32   | Seppo Rossi          | Yamaha        | +5' 28" 8 |       |
| 33   | Daniel Horvat        | Yamaha        | +5' 39" 5 |       |
| 34   | Hans Braumandl       | Yamaha        | +5' 48" 8 |       |
| 35   | Walter Kaletsch      | Yamaha        | +7' 17" 3 |       |
| 36   | Jussi Hautaniemi     | Kuma-MZ       | +1 giro   |       |

## Classe 125
52 piloti alla partenza.

### Arrivati al traguardo
| Pos. | Pilota              | Moto       | Tempo     | Punti |
| ---- | ------------------- | ---------- | --------- | ----- |
| 1    | Ángel Nieto         | Minarelli  | 37' 26" 0 | 15    |
| 2    | Thierry Espié       | Motobécane | +7" 8     | 12    |
| 3    | Hans Müller         | Morbidelli | +1' 07" 5 | 10    |
| 4    | Maurizio Massimiani | Morbidelli | +1' 18" 9 | 8     |
| 5    | Harald Bartol       | Morbidelli | +1' 19" 0 | 6     |
| 6    | Gert Bender         | Bender     | +1' 22" 5 | 5     |
| 7    | Stefan Dörflinger   | Morbidelli | +1' 22" 8 | 4     |
| 8    | Eugenio Lazzarini   | MBA        | +1' 23" 9 | 3     |
| 9    | Walter Koschine     | Bender     | +1' 24" 0 | 2     |
| 10   | Stefan Jansen       | Morbidelli | +1' 26" 9 | 1     |
| 11   | Henk van Kessel     | AGV-Condor | +2' 10" 1 |       |
| 12   | Matti Kinnunen      | Morbidelli | +2' 10" 4 |       |
| 13   | Rolf Blatter        | Morbidelli | +2' 10" 9 |       |
| 14   | Bennie Wilbers      | Morbidelli | +2' 11" 3 |       |
| 15   | Richard Schmiederer | Morbidelli | +2' 43" 4 |       |
| 16   | Patrick Hérouard    | Morbidelli | +2' 45" 9 |       |
| 17   | Werner Steege       | Bender     | +2' 59" 5 |       |
| 18   | Thierry Noblesse    | Morbidelli | +3' 24" 4 |       |
| 19   | Theo Timmer         | Morbidelli | +3' 36" 6 |       |
| 20   | Rolf Minhoff        | Seel       | +3' 37" 5 |       |
| 21   | Bernd Schneider     | Bender     | +4' 22" 1 |       |
| 22   | Aldo Pero           | Morbidelli | +4' 53" 7 |       |
| 23   | Lennart Lundgren    | Yamaha     | +4' 57" 8 |       |
| 24   | Jan Huberts         | Morbidelli | +5' 05" 8 |       |
| 25   | Hans-Jürgen Hummel  | Morbidelli | +5' 38" 7 |       |
| 26   | Manfred Kugler      | Morbidelli | +5' 38" 8 |       |
| 27   | Ernst Fagerer       | Morbidelli | +6' 00" 4 |       |
| 28   | Manfred John        | Bender     | +6' 47" 3 |       |
| 29   | Rolf Brändle        | Bender     | +6' 47" 4 |       |
| 30   | Hagen Klein         | Morbidelli | +7' 56" 9 |       |

## Classe 50
52 piloti alla partenza.

### Arrivati al traguardo
| Pos. | Pilota              | Moto     | Tempo     | Punti |
| ---- | ------------------- | -------- | --------- | ----- |
| 1    | Ricardo Tormo       | Bultaco  | 31' 00" 3 | 15    |
| 2    | Ángel Nieto         | Bultaco  | +14" 1    | 12    |
| 3    | Eugenio Lazzarini   | Kreidler | +53" 0    | 10    |
| 4    | Stefan Dörflinger   | Kreidler | +1' 30" 2 | 8     |
| 5    | Rolf Blatter        | Kreidler | +1' 58" 7 | 6     |
| 6    | Wolfgang Müller     | Kreidler | +2' 00" 3 | 5     |
| 7    | Theo Timmer         | Kreidler | +2' 05" 3 | 4     |
| 8    | Ingo Emmerich       | Kreidler | +2' 06" 2 | 3     |
| 9    | Reiner Scheidhauer  | Kreidler | +2' 07" 2 | 2     |
| 10   | Henk van Kessel     | Sparta   | +2' 26" 3 | 1     |
| 11   | Claudio Lusuardi    | Bultaco  | +2' 28" 7 |       |
| 12   | Enrico Cereda       | DRS      | +2' 30" 8 |       |
| 13   | Hagen Klein         | Kreidler | +2' 48" 4 |       |
| 14   | Pierre Dumont       | Kreidler | +2' 48" 6 |       |
| 15   | Richard Schmiederer | Kreidler | +2' 51" 1 |       |
| 16   | Luigi Rinaudo       | Tomos    | +3' 04" 4 |       |
| 17   | Aldo Pero           | Kreidler | +3' 17" 3 |       |
| 18   | Günter Schirnhofer  | Kreidler | +3' 22" 6 |       |
| 19   | Gerhard Singer      | Kreidler | +3' 26" 8 |       |
| 20   | Cees van Dongen     | Kreidler | +3' 27" 0 |       |
| 21   | Lennart Lundgren    | Kreidler | +3' 33" 3 |       |
| 22   | Hans-Jürgen Hummel  | Kreidler | +3' 57" 8 |       |
| 23   | Klaus Kull          | Kreidler | +3' 59" 2 |       |
| 24   | Gerhard Bauer       | Kreidler | +4' 06" 4 |       |
| 25   | Chris Baert         | Kreidler | +4' 22" 4 |       |
| 26   | Bruno di Carlo      | Kreidler | +4' 23" 7 |       |
| 27   | Ramón Galí          | Bultaco  | +4' 40" 9 |       |
| 28   | Daniel Corvi        | Kreidler | +4' 51" 9 |       |
| 29   | Wolfgang Golembeck  | Kreidler | +4' 53" 0 |       |
| 30   | Arthur Benitan      | Kreidler | +5' 09" 2 |       |
| 31   | Wolfgang Glawaty    | Kreidler | +5' 09" 9 |       |
| 32   | Otto Machinek       | Kreidler | +5' 27" 2 |       |
| 33   | Luciano Spinello    | Kreidler | +6' 13" 4 |       |
| 34   | Bruno Treutlein     | Kreidler |           |       |

## Classe sidecar
Per le motocarrozzette si trattò della 183ª gara effettuata dall'istituzione della classe nel 1949; si svolse su 5 giri, per una percorrenza di 114,175 km.
Pole position di Rolf Biland/Williams (BEO-Yamaha); giro più veloce di Alain Michel/Stuart Collins (Seymaz-Yamaha) in 9' 06" 85 a 150,210 km/h.

### Arrivati al traguardo
| Pos | Pilota               | Passeggero           | Moto          | Tempo     | Punti |
| --- | -------------------- | -------------------- | ------------- | --------- | ----- |
| 1   | Werner Schwärzel     | Andreas Huber        | ARO-Fath      | 46' 37" 6 | 15    |
| 2   | Alain Michel         | Stuart Collins       | Seymaz-Yamaha | +1' 26" 2 | 12    |
| 3   | Dick Greasley        | Gordon Russell       | Busch-Yamaha  | +1' 26" 8 | 10    |
| 4   | Bruno Holzer         | Karl Meierhans       | LCR-Yamaha    | +1' 26" 9 | 8     |
| 5   | Jean-François Monnin | Paul Gérard          | Seymaz-Yamaha | +2' 20" 3 | 6     |
| 6   | Hermann Huber        | Bernhard Schappacher | König         | +2' 53" 7 | 5     |
| 7   | Amedeo Zini          | Andrea Fornaro       | König         | +3' 33" 3 | 4     |
| 8   | Bill Hodgkins        | John Parkins         | Windle-Yamaha | +3' 36" 0 | 3     |
| 9   | Otto Haller          | Rainer Gundel        | Yamaha        | +3' 59" 1 | 2     |
| 10  | Thomas Müller        | Kurt Waltisperg      | TTM-Yamaha    | +4' 13" 4 | 1     |
| 11  | Masato Kumano        | Wittor               | Yamaha        | +4' 25" 3 |       |
| 12  | Cees Smit            | Jan Smit             | Seymaz-Yamaha | +4' 30" 1 |       |
| 13  | Wolfgang Stropek     | Karl Altrichter      | Schmid-Yamaha | +4' 32" 4 |       |
| 14  | Gérald Corbaz        | Roland Gabriel       | Schmid-Yamaha | +4' 42" 8 |       |
| 15  | Bernard Chabert      | Patrice Daire        | GEP-Yamaha    | +5' 27" 8 |       |

### Ritirati
| Pilota           | Passeggero       | Moto          | Motivo ritiro   |
| ---------------- | ---------------- | ------------- | --------------- |
| Jock Taylor      | James Neil       | Windle-Yamaha |                 |
| Rolf Biland      | Williams         | BEO-Yamaha    |                 |
| George O'Dell    | Cliff Holland    | Seymaz-Yamaha |                 |
| Rolf Steinhausen | Wolfgang Kalauch | Seymaz-Yamaha | noie meccaniche |

## Fonti e bibliografia
- La Stampa, 20 agosto 1978, pag. 12 e 21 agosto 1978, pag. 11
- Motociclismo ottobre 1978, pagg. 146-149
- Risultati della 500 su autosport.com, su autosport.com.